# Код Бодо
Код Бодо́ — синхронный пятибитный телеграфный код, ставший основой для международного стандарта ITA1, а также собирательное название любых пятибитных телеграфных кодов.

## Оригинальный код Бодо
| Управляющие символы | Управляющие символы             | Управляющие символы             | Управляющие символы             | Управляющие символы             | Управляющие символы             | Управляющие символы             | Управляющие символы             | Управляющие символы             | Управляющие символы             | Управляющие символы             |
| ------------------- | ------------------------------- | ------------------------------- | ------------------------------- | ------------------------------- | ------------------------------- | ------------------------------- | ------------------------------- | ------------------------------- | ------------------------------- | ------------------------------- |
| ●· ···              | пробел, перейти на регистр букв | пробел, перейти на регистр букв | пробел, перейти на регистр букв | пробел, перейти на регистр букв | пробел, перейти на регистр букв | пробел, перейти на регистр букв | пробел, перейти на регистр букв | пробел, перейти на регистр букв | пробел, перейти на регистр букв | пробел, перейти на регистр букв |
| ·● ···              | пробел, перейти на регистр цифр | пробел, перейти на регистр цифр | пробел, перейти на регистр цифр | пробел, перейти на регистр цифр | пробел, перейти на регистр цифр | пробел, перейти на регистр цифр | пробел, перейти на регистр цифр | пробел, перейти на регистр цифр | пробел, перейти на регистр цифр | пробел, перейти на регистр цифр |
| ●● ···              | удалить последний знак          | удалить последний знак          | удалить последний знак          | удалить последний знак          | удалить последний знак          | удалить последний знак          | удалить последний знак          | удалить последний знак          | удалить последний знак          | удалить последний знак          |
|                     |                                 |                                 |                                 |                                 |                                 |                                 |                                 |                                 |                                 |                                 |
| Буквы               | Буквы                           | Буквы                           | Буквы                           | Буквы                           |                                 | Цифры                           | Цифры                           | Цифры                           | Цифры                           | Цифры                           |
| ·· ●··              | A                               |                                 | ●● ●··                          | K                               |                                 | ·· ●··                          | 1                               |                                 | ●· ●··                          | .                               |
| ·· ●●·              | É                               |                                 | ●● ●●·                          | L                               |                                 | ·· ·●·                          | 2                               |                                 | ●· ·●·                          | 9/                              |
| ·· ·●·              | E                               |                                 | ●● ·●·                          | M                               |                                 | ·· ··●                          | 3                               |                                 | ●· ··●                          | 7/                              |
| ·· ·●●              | I                               |                                 | ●● ·●●                          | N                               |                                 | ·· ●·●                          | 4                               |                                 | ●· ●·●                          | 2/                              |
| ·· ●●●              | O                               |                                 | ●● ●●●                          | P                               |                                 | ·· ●●●                          | 5                               |                                 | ●· ●●●                          | '                               |
| ·· ●·●              | U                               |                                 | ●● ●·●                          | Q                               |                                 | ·· ●●·                          | 1/                              |                                 | ●· ●●·                          | :                               |
| ·· ··●              | Y                               |                                 | ●● ··●                          | R                               |                                 | ·· ·●●                          | 3/                              |                                 | ●· ·●●                          | ?                               |
|                     |                                 |                                 |                                 |                                 |                                 |                                 |                                 |                                 |                                 |                                 |
| ·● ··●              | B                               |                                 | ●· ··●                          | S                               |                                 | ·● ●··                          | 6                               |                                 | ●● ●··                          | (                               |
| ·● ●·●              | C                               |                                 | ●· ●·●                          | T                               |                                 | ·● ·●·                          | 7                               |                                 | ●● ·●·                          | )                               |
| ·● ●●●              | D                               |                                 | ●· ●●●                          | V                               |                                 | ·● ··●                          | 8                               |                                 | ●● ··●                          | -                               |
| ·● ·●●              | F                               |                                 | ●· ·●●                          | W                               |                                 | ·● ●·●                          | 9                               |                                 | ●● ●·●                          | /                               |
| ·● ·●·              | G                               |                                 | ●· ·●·                          | X                               |                                 | ·● ●●●                          | 0                               |                                 | ●● ●●●                          | +                               |
| ·● ●●·              | H                               |                                 | ●· ●●·                          | Z                               |                                 | ·● ●●·                          | 4/                              |                                 | ●● ●●·                          | =                               |
| ·● ●··              | J                               |                                 | ●· ●··                          | —                               |                                 | ·● ·●●                          | 5/                              |                                 | ●● ·●●                          | £                               |

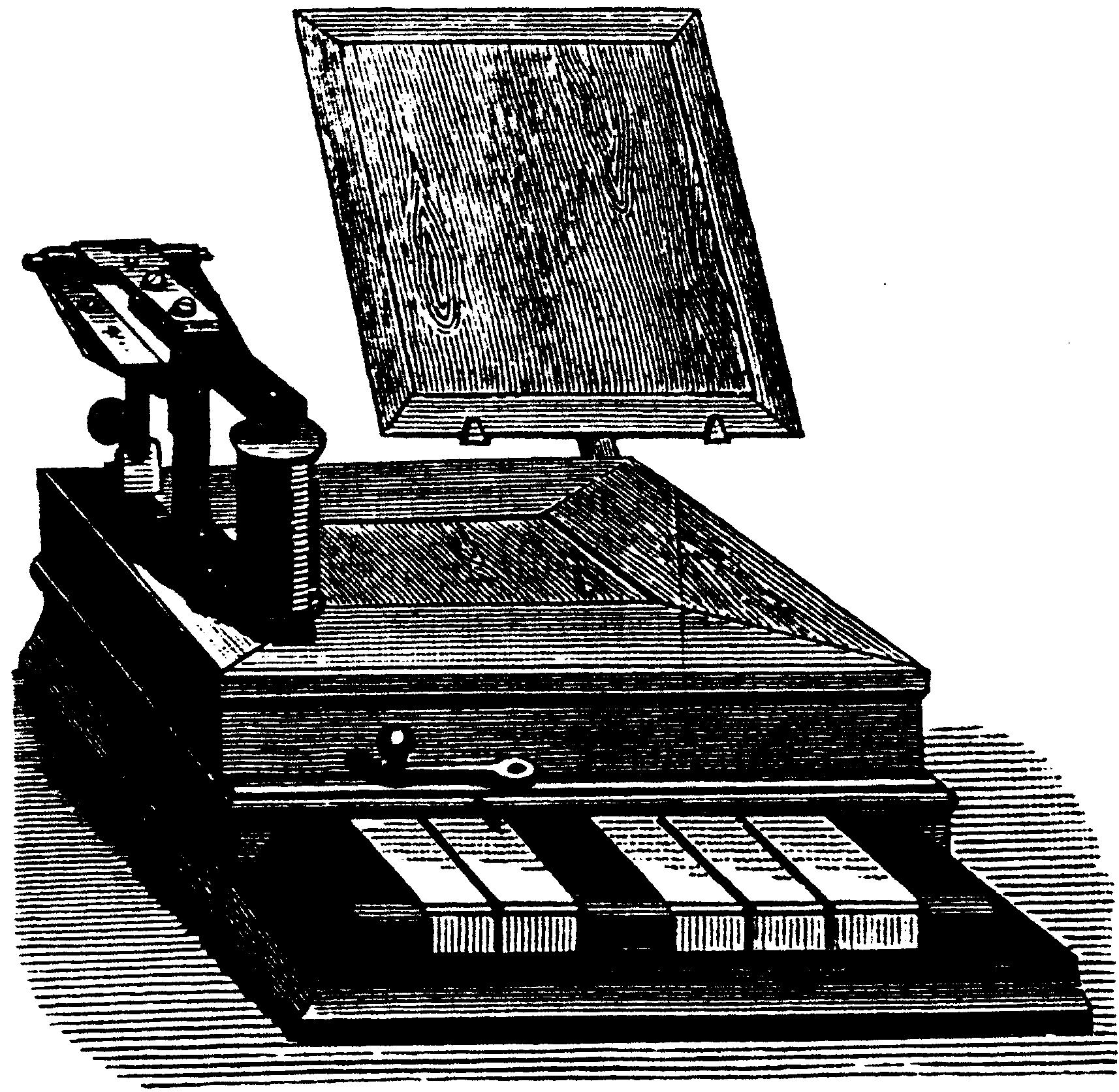
Клавиатура аппарата Бодо

Код был создан Эмилем Бодо в 1870-е годы для изобретённого им телеграфного аппарата (аппарата Бодо) и вводился посредством пятиклавишной клавиатуры, нажатие или ненажатие клавиши которой соответствовало единичному или нулевому биту в передаваемом пятибитном коде символа. Передатчик и приёмник работали синхронно; скорость передачи данных при этом составляла 180 кодов в минуту (3 кода в секунду, или 15 бод (бит/с)).

## Код Бодо — Мюррея
В 1901 году код Бодо был адаптирован Дональдом Мюрреем для изобретённого им телеграфного аппарата на базе пишущей машинки с QWERTY-клавиатурой, ставшего прообразом телетайпа. Мюррей пересмотрел как сам набор символов (в частности, добавил перевод строки и возврат каретки), так и их соответствие кодам — теперь оно не было связано с удобством оператора при вводе и служило минимизации износа оборудования при пробивании и считывании отверстий в перфоленте (так, наиболее часто используемой в английском языке букве E соответствовало всего 1 отверстие). Кроме того, вместо синхронного способа передачи данных стал использоваться асинхронный (стартстопный). Тем не менее, базовые принципы организации кода — пятибитность и использование буквенного и цифрового регистров — остались неизменными.

## Коды ITA1 и ITA2

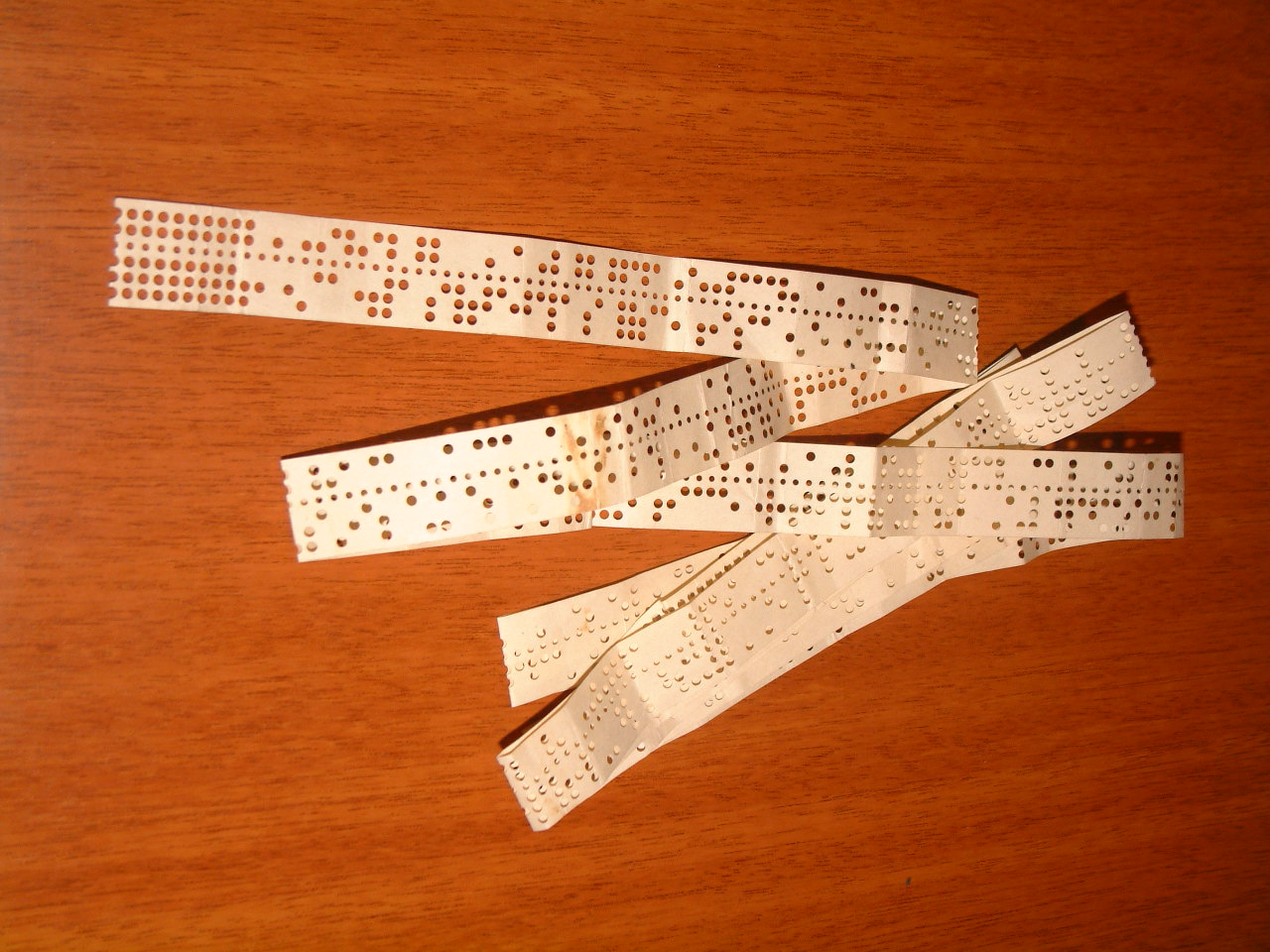
Перфолента с кодом ITA2

По мере развития телеграфной техники в 1910—1920-е годы появлялись всё новые пятибитные телеграфные коды, несовместимые между собой. В 1932 году для решения вопроса стандартизации кода, который можно было бы использовать в международной телеграфной связи, коды Бодо и Бодо — Мюррея (оба с некоторыми изменениями из соображений унификации) были утверждены Международным консультативным комитетом по телеграфии в качестве стандартов International Telegraph Alphabet No. 1 (ITA1) и International Telegraph Alphabet No. 2 (ITA2), соответственно; первый из них предназначался для синхронных телеграфных аппаратов, второй — для стартстопных (телетайпов).

## Дальнейшее развитие

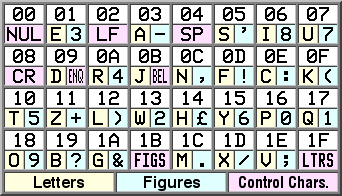
Британский вариант ITA2

В дальнейшем на основе стандарта ITA2 разрабатывались телетайпные коды, адаптированные под нужды отдельных стран, но при этом обратно совместимые с ITA2, — например, US-TTY в США, МТК-2 (вариант ITA2 с дополнительным регистром для букв русского алфавита) в СССР. Стандарт ITA1, напротив, не получил широкого применения, поскольку к началу 1960-х годов морально устаревшие синхронные телеграфные аппараты были заменены телетайпами.
Появление в 1963 году семибитного кода ASCII ознаменовало начало заката эпохи пятибитных телеграфных кодов.